# Wyłkowyszki (gmina)
Wyłkowyszki (lub Wołkowyszki) – dawna gmina wiejska istniejąca na przełomie XIX i XX wieku w guberni suwalskiej. Siedzibą władz gminy były Wyłkowyszki (lit. Vilkaviškis), stanowiące odrębną gminę miejską, a następnie Nowiniki (lub Nowinniki).

Za Królestwa Polskiego gmina Wyłkowyszki należała do powiatu wyłkowyskiego w guberni suwalskiej.
Po odzyskaniu niepodległości przez Polskę i Litwę powiat wyłkowyski na podstawie umowy suwalskiej wszedł 10 października 1920 w skład Litwy.